# 1287 Lorcia
Az 1287 Lorcia (ideiglenes jelöléssel 1933 QL) a Naprendszer kisbolygóövében található aszteroida. Sylvain Arend fedezte fel 1933. augusztus 25-én, Uccleban. Laura (Larysa) Sollohub ukrán költőnőről, Tadeusz Banachiewicz lengyel csillagász feleségéről nevezték el.